# Ministres de Charles IX
Royaume de France 
 monarchie féodale
Ministres de François II Ministres de Henri III
Ministres de Charles IX de 1560 au 30 mai 1574 :
- Secrétaire d'État à la Maison du Roi :
  - 1570 – 27 novembre 1579 : Simon Fizes de Sauve.

- Secrétaire d'État des Affaires étrangères :
  - 8 juillet 1567 – septembre 1570 : Claude de L'Aubespine, comte d'Hauterive ;
  - 1567 – 1569 : Florimond III Robertet, baron d'Alluye ;
  - 22 octobre 1567 – 1579 : Simon Fizes de Sauve.

- Secrétaire d'État de la Guerre :
  - septembre 1570 – 27 novembre 1579 : Simon Fizes de Sauve (en même temps à la Maison du Roi).

- Secrétaire d'État de la Marine :
  - 1558 – octobre 1567 : Florimond Robertet, seigneur de Fresnes ;
  - 1er avril 1547 – 1567 : Claude de L'Aubespine, seigneur d'Hauterive ;
  - 1558 – 1567 : Jacques Bourdin, seigneur de Villeines.

- Garde des sceaux de France :
  - 30 juin 1560 – février 1568 : Michel de L'Hospital (conseiller au Parlement de Paris) ;
  - 24 mai 1568 – avril 1571 : Jean de Morvillier, évêque d'Orléans ;
  - 17 mars 1573 – septembre 1578 : René de Birague, cardinal, évêque de Soissons.

- Chancelier de France :
  - mi-1568 – 1571 : Jean de Morvillier, garde des sceaux de France ;
  - 17 mars 1573 – 24 novembre 1583 : René de Birague.

- Grand chambellan de France :
  - 1551 – 1562 : François de Guise ;
  - 1562 – 1589 : Charles de Mayenne.

- Surintendant des finances :
  - 1561 – 1567 : Artus de Cossé-Brissac ; Louis d'Ongnies, comte de Chaulnes ;
  - Août 1568 – 1571 : René de Birague.

- Grand maître de France :
  - 1559 – 1563 : François de Lorraine, duc de Guise ;
  - 1563 – 1588 : Henri Ier de Guise, duc de Guise.

- Grand maître de l'artillerie de France :
  - 1550 – 1567 : Jean d'Estrées, comte d'Orbec, comte d'Orbec ;
  - 1567 – 1569 : Jean Babou de La Bourdaisière, seigneur de La Bourdaisière ;
  - 1569 – 1588 : Armand de Gontaut-Biron, baron de Biron.